# Andrés de Moguer

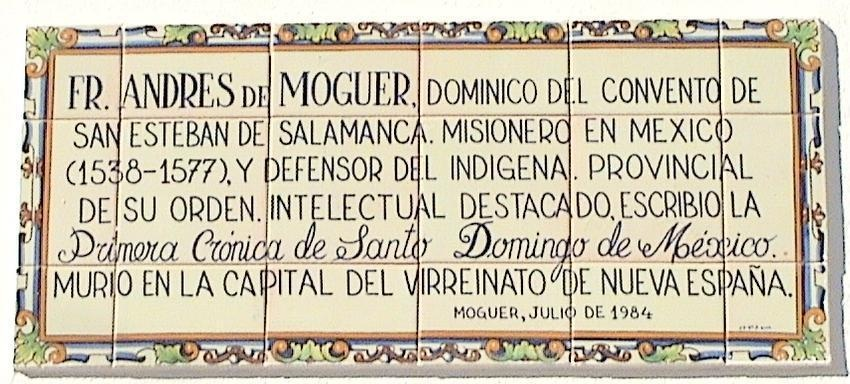
Azulejo homenaje a Fray Andrés de Moguer

Fray Andrés de Moguer, (Moguer (Huelva); finales del siglo XV - Ciudad de México; 1577) religioso dominico que llegó a ser provincial de su Orden en México entre 1550-1553, siendo el primer cronista de la labor de los frailes de Santo Domingo en el virreinato de Nueva España.

## Biografía
Nacido en Moguer a finales del XV, estudió en la Universidad de Salamanca, gramática, artes y teología. Más tarde profesó en el convento de San Esteban de los frailes dominicos de Salamanca.
En 1537 fue seleccionado por fray Pedro Delgado para viajar a México, donde llega al año siguiente.
De 1539 a 1550 fue confesor del virrey Antonio de Mendoza. Ocupó varios cargos en su orden: prior de los conventos de México, Oaxaca y Puebla, y provincial entre los años 1550 a 1553.
En 1541 el convento de Santo Domingo de México fue erigido estudio provincial, siendo fray Andrés lector principal. Este fue el germen de la universidad que finalmente fue inaugurada en 1553.
Tuvo los cargos académicos de presentado y maestro en Sagrada Teología. También fue prolífico orador y escritor, destacando entre sus obras “Historias de la provincia de Santo Domingo”, “Libro de los ejemplos”, “Sermones de santos y morales”, “Instrucciones para novicios”, cartas a varias personas particulares, 300 sermones breves y 34 pláticas.
En 1556 comenzó a escribir “La historia de la Orden de Santo Domingo en México”, germen de la crónica de Dávila Padilla publicada en Madrid en 1596 y en Bruselas en 1625.
Tuvo una vida intensa entregada al adoctrinamiento y defensa de los naturales. Mientras se hallaba en el pueblo de Azcapozalco se contagió de peste falleciendo en 1577 en el convento de Ciudad de México.